# Criquet

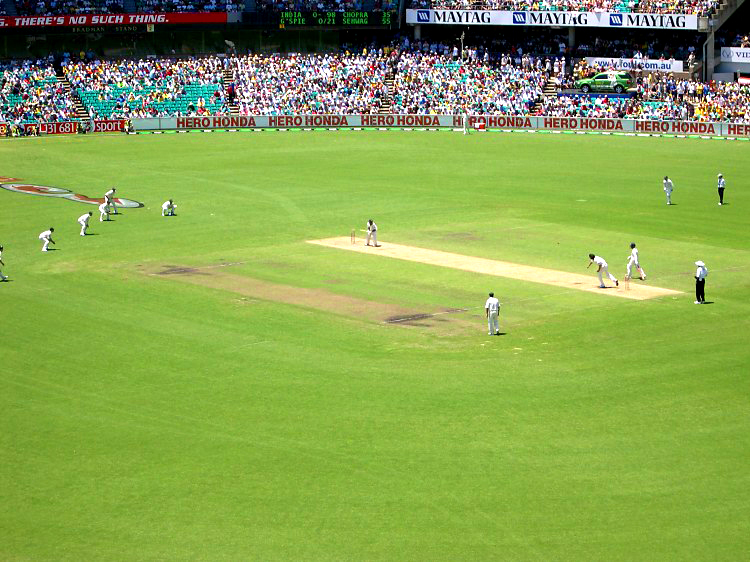
Imatge d'un partit de Test criquet a l'estadi Cricket Ground de Sydney entre Austràlia i l'Índia el 2 de gener del 2004.

El criquet és un esport d'equip practicat a l'aire lliure entre dos equips d'onze jugadors cadascun sobre un camp de joc ovalat o circular d'herba al centre del qual hi ha un rectangle de 20,12 metres de llarg i 3 m d'amplada anomenat pista en català (pitch en anglès). A cada extrem de la pista hi ha una estructura anomenada wicket formada per tres pals cilíndrics clavats verticalment al camp que sostenen un parell de petits palets travessers, anomenats simplement travessers en català (bails en anglès). El joc consta de diversos torns de bat (innings en anglès) durant els quals, alternativament, un dels equips intenta guanyar punts marcant corregudes (marcar una correguda és to score a run en anglès) mentre l'altre intenta impedir-los-ho. L'equip que intenta marcar corregudes o guanyar punts situa un batedor davant de cada wicket, que guanyaran un punt cada vegada que puguin intercanviar la seva posició fent una correguda. Els onze jugadors de l'equip contrari es distribuiran pel camp de joc, un d'aquests jugadors (el llançador) llançarà la pilota, intentant fer caure algun dels dos travessers que reposen sobre el wicket situat darrere del batedor, mentre aquest intentarà evitar-ho colpejant la pilota amb un bat. Si el llançador aconsegueix impactar el wicket fent caure un dels travessers, eliminarà el batedor. Si el batedor aconsegueix colpejar la pilota, allunyant-la, i no és interceptada per un jugador contrari abans que toqui el terra, els batedors podran intentar marcar una correguda, intercanviar la seva posició i guanyant un punt cada vegada que ho aconsegueixin.
El criquet tal com el coneixem actualment s'originà al sud d'Anglaterra. És per això que els llocs on té més acollida i és més popular és als països de la Mancomunitat Britànica de Nacions. Als països del subcontinent indi, com l'Índia i el Pakistan, o al Carib anglòfon, és un esport de masses; a països com ara Gran Bretanya i Austràlia, és l'esport estiuenc més important. El campionat mundial de criquet, en format ODI, es disputa cada 4 anys des del 1975. La complexitat de la terminologia i la durada dels partits (que en el cas de la modalitat Test, la forma més elevada de criquet reconeguda pel Consell Internacional de Criquet, pot arribar a cinc dies) no ha afavorit la seva popularització. A Catalunya i al País Valencià hi ha equips formats majoritàriament per jugadors d'origen pakistanès i indi.

## Història
L'origen del criquet és obscur, la referència escrita no qüestionada més antiga es remuntaria a mitjans del segle xvi. El 1598 apareix citat el creckett com un joc que es jugava a l'escola 50 anys abans a Guildford, al comtat anglès de Surrey. Es creu que originalment era un joc de nens, però les referències indiquen que al voltant del 1610 ja havia començat a ser practicat pels adults i la primera referència de partits entre equips de diferents pobles apareix poc després: el 1624, un jugador anomenat Jasper Vinall va morir en rebre un cop al cap durant un partit entre dos equips del comtat històric de Sussex.
Durant el segle xvii hi ha nombroses referències que indiquen l'expansió del criquet al sud-est d'Anglaterra. A la fi del segle ja s'havia convertit en una activitat organitzada. Es creu que els professionals van aparèixer per primer cop durant els anys posteriors a la Restauració de la monarquia anglesa del 1660. Es conserva la notícia apareguda a un diari sobre un gran partit de criquet amb onze jugadors per equip que es va jugar a Sussex el 1697, essent aquesta la primera referència a un partit de criquet de tal importància.

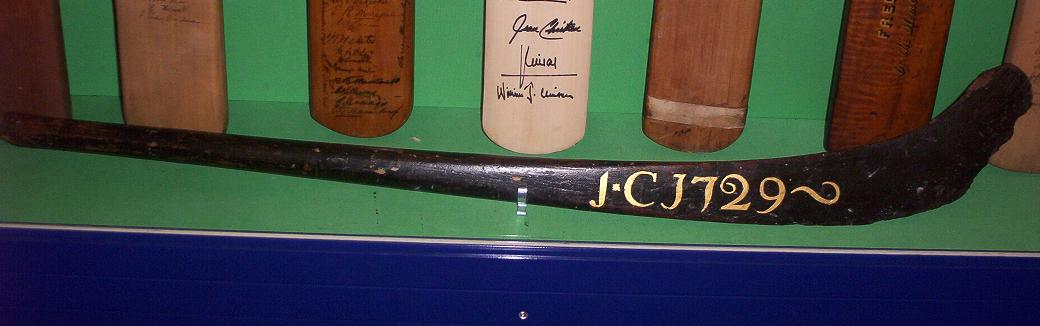
Un bat de criquet del 1729 amb forma de pal d'hoquei al costat d'altres de més moderns.

El joc va experimentar un gran desenvolupament durant el segle xviii i es va convertir en l'esport nacional d'Anglaterra. Les apostes van tenir un paper important en aquest desenvolupament. El criquet ja destacava a Londres el 1707 i grans multituds anaven en massa als partits que es disputaven al camp d'Artillery Ground de Finsbury (Islington). La varietat de criquet anomenada single wicket va atreure grans multituds i apostes als partits. El llançament de la pilota (bowling) tal com el coneixem avui dia va aparèixer al voltant del 1760, quan els jugadors van començar a llançar la pilota contra el terra fent-la rebotar en comptes de fer-la rodar cap al batedor. Això va causar una revolució en el disseny de bat, ja que per fer front a la pilota rebotada va ser necessari d'introduir el bat recte modern en comptes de l'antic bat corbat en forma de pal d'hoquei. El Hambledon Club va ser fundat durant la dècada del 1760 i durant els següents 20 anys, fins a la creació del Marylebone Cricket Club (MCC) i l'obertura del camp anomenat Lord's Old Ground el 1787, Hambledon va ser el club més important. El MCC es va convertir ràpidament en un club de primer nivell i en el guardià de les regles del Cricket. Entre les noves regles introduïdes a finals del segle xviii s'inclouen el wicket format per tres pals i la regla anomenada leg before wicket (que indica que el batedor només pot aturar la trajectòria de la pilota amb el bat, no pot bloquejar-la amb cap part del seu cos, excepció feta del guant i de la mà que està en contacte amb el bat).
Durant el segle xix l'organització del joc a nivell de comtat va portar a la creació dels clubs de comtat, el primer va ser el Sussex County Cricket Club fundat el 1839, i finalment, el 1890, es va crear oficialment el County Championship (campionat dels comtats). Mentrestant, l'Imperi Britànic havia estat un instrument fonamental per a la difusió del criquet fora d'Anglaterra, vers la meitat del segle xix ja estava ben arrelat a l'Índia, Amèrica del Nord, el Carib, Àfrica del Sud, Austràlia i Nova Zelanda. El 1844 es va disputar el primer partit internacional de criquet entre els Estats Units i el Canadà (llavors encara una província de l'Imperi Britànic). Tanmateix, avui dia, cap dels dos estats es troba entre les potències del criquet.
El criquet va entrar en una nova era el 1963 quan els comtats anglesos van introduir la variant limitada a un nombre d'overs (sèries de llançament). La nova variant limitada es va demostrar lucrativa i van augmentar el nombre de partits. El primer campionat internacional, en la forma One Day International (ODI), es va jugar el 1971. El Consell Internacional de Criquet (ICC) va veure el seu potencial i el 1975 va organitzar el primer Campionat del Món de Criquet o Copa del Món de Criquet amb el format One Day International que es continua disputant entre els països membres que poden jugar Test criquet i els que poden jugar la forma One Day International. A principis del segle xxi es va crear una altra variant limitada anomenada Twenty20 (limitada a 20 overs i un torn de bat per equip) que va tenir un impacte immediat.

## Modalitats del criquet
El Consell Internacional de Criquet (International Cricket Council, ICC) ha reconegut tres modalitats per a la disputa de competicions internacionals: el Test criquet, el One Day International (ODI) i la forma Twenty20 International. Però hi ha moltes d'altres formes i variants que es juguen arreu del món.

### Criquet de primera classe
Les formes de criquet de primera classe (first-class cricket) només tenen una limitació del temps que poden durar els partits, la seva durada ha de ser de com a mínim tres dies i només són considerats de primera classe els partits disputats entre equips reconeguts com a tals per l'ICC.
La forma més elevada d'aquest tipus de criquet és el test criquet i actualment la seva durada es troba limitada a cinc dies, només els equips reconeguts pel Consell Internacional de Criquet poden disputar aquest tipus de criquet, actualment hi ha nou seleccions reconegudes amb estatus Test: 
Índia, Sud-àfrica, Anglaterra, Sri Lanka, Austràlia, Pakistan, Índies Occidentals, Nova Zelanda i Bangladesh.

### One Day International
La modalitat One Day International (ODI) és una forma de criquet limitada en overs (sèries de llançament), habitualment 50, que es juga entre equips que tinguin aquest estatus reconegut per l'ICC. Els partits acostumen a durar entre 7 i 8 hores. La Copa del Món de Criquet es juga amb aquest format i hi participen també els països amb l'estatus superior de test criquet.
Aquesta modalitat de partits d'un dia es va desenvolupar a finals del segle xx; el primer partit d'aquest tipus es va disputar el 5 de gener del 1971 entre Austràlia i Anglaterra a l'estadi Melbourne Cricket Ground.

### Modalitats curtes
Les modalitats curtes són formes modificades del criquet amb l'objectiu que els partits siguin significativament més curts i es puguin completar en dues o tres hores. Ara per ara només la modalitat Twenty20 té reconeixement per l'ICC.

#### Twenty20
La modalitat Twenty20 de criquet va ser introduïda a Anglaterra l'any 2003 al campionat entre els equips dels comtats. La seva característica principal és que el joc es limita un únic torn de bat i a 20 overs per equip. La durada del joc és al voltant de dues hores i mitja, una hora i quart per torn de bat. Va ser ideada pensant en un format adequat per a la televisió. El primer campionat internacional (ICC World Twenty20) es va disputar l'any 2007 a Sud-àfrica i va ser guanyat per l'Índia.

#### Cricket Max
Aquesta modalitat de criquet va ser inventada a Nova Zelanda per Martin Crowe i consisteix en dos torns de bat per equip amb un màxim de 10 overs a cadascuna.

#### Hong Kong International Cricket Sixes
Aquesta modalitat ultra-curta es juga entre equips de sis jugadors, amb un torn de bat per equip limitada a cinc overs. En haver menys jugadors al camp els resultats són més grans.

### Altres modalitats
- Single wicket cricket: Modalitat que es juga entre dos jugadors assistits per un únic equip de jugadors de camp, avui dia cada torn de bat acostuma a estar limitada a dos o tres overs. Aquesta modalitat va ser molt popular durant el segle xviii, en aquell temps es jugava sense limitacions en el nombre d'overs i durava fins a l'eliminació d'un dels jugadors.

- Club cricket: aquesta denominació s'aplica a una modalitat de criquet amateur però formal que es juga al vespre o els caps de setmana. Hi ha moltes variacions però habitualment el joc es troba limitat tant en temps com en nombre d'overs.

- Indoor cricket: aquesta modalitat es juga en camps artificials, habitualment entre equips de vuit jugadors amb dos torns de bat de 16 overs.

## Dinàmica del joc

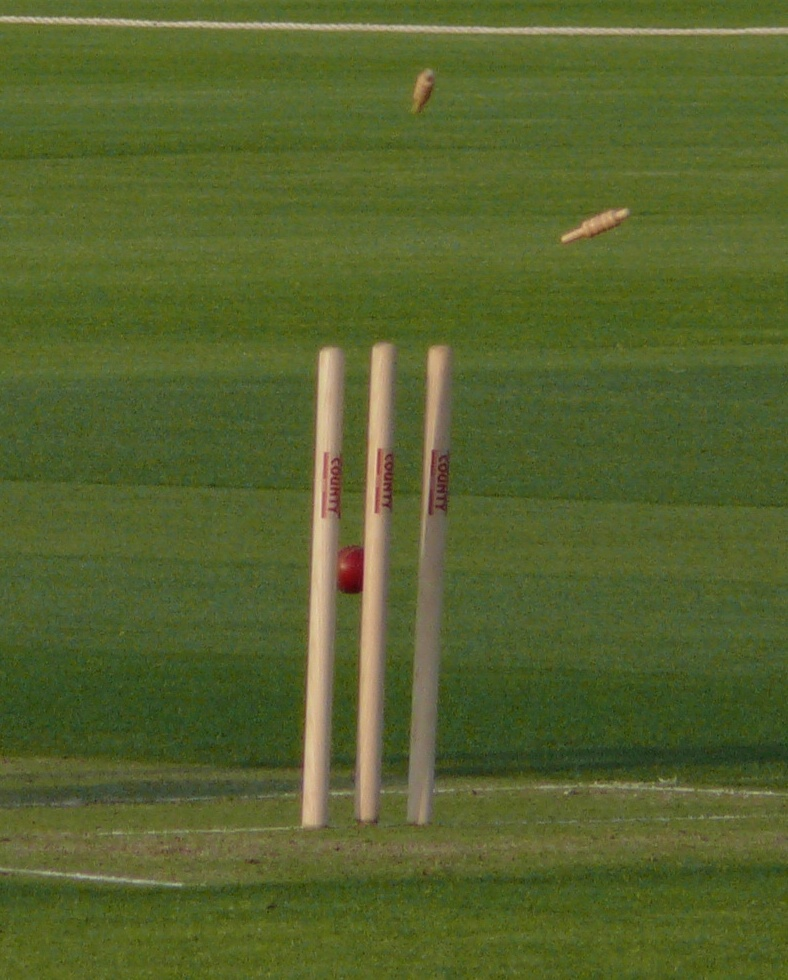
Aquesta imatge mostra el moment en què el wicket és colpejat per la pilota i fa saltar els dos travessers, el batedor quedaria eliminat.

L'equip batedor és el que anota les carreres. Els batedors juguen en parelles, cadascun situat a cada extrem del (pitch) des d'on es colpeja (strike end) i l'altre des d'on es llança la pilota (non-strike end). El batedor que es troba en aquell moment en el strike end ha de colpejar la pilota el més lluny possible perquè tots dos batedors tinguin temps de córrer a l'altre extrem, intercanviant les respectives posicions, abans que la pilota sigui retornada a qualsevol dels extrems. L'acte d'arribar tots dos batedors a l'altre extrem, produeix una cursa. Si la pilota és colpejada prou lluny, es poden anotar més carreres anant i venint a l'altre extrem fins que la pilota torna. El batedor que acaba en el strike end és el que s'enfronta a la següent pilota.
L'equip que llança intenta no només a restringir el nombre de curses, sinó també eliminar els batedors de l'equip contrari. La pilota és llançada des del non-strike end pel llançador i és recollida per un defensa (Fielder). Un conjunt de sis llançaments constitueix un over. Una vegada que un llançador acaba un over, un altre llançador agafa el relleu i llança un altre over des de l'altre extrem de la pista; els batedors romanen en el costat en què van quedar. Cada vegada que un batedor és eliminat (out), un nou batedor entra a formar parella amb el batedor que no ha estat eliminat.
El torn de bat finalitza quan no és possible formar una altra parella; normalment quan s'eliminen deu batedors dels onze. Un dels batedors resta no eliminat (not out). Un cop acabat el torn de bat, els papers es canvien i l'equip que llançava es converteix en el batedor i viceversa.

### Formes de fer eliminacions (out)

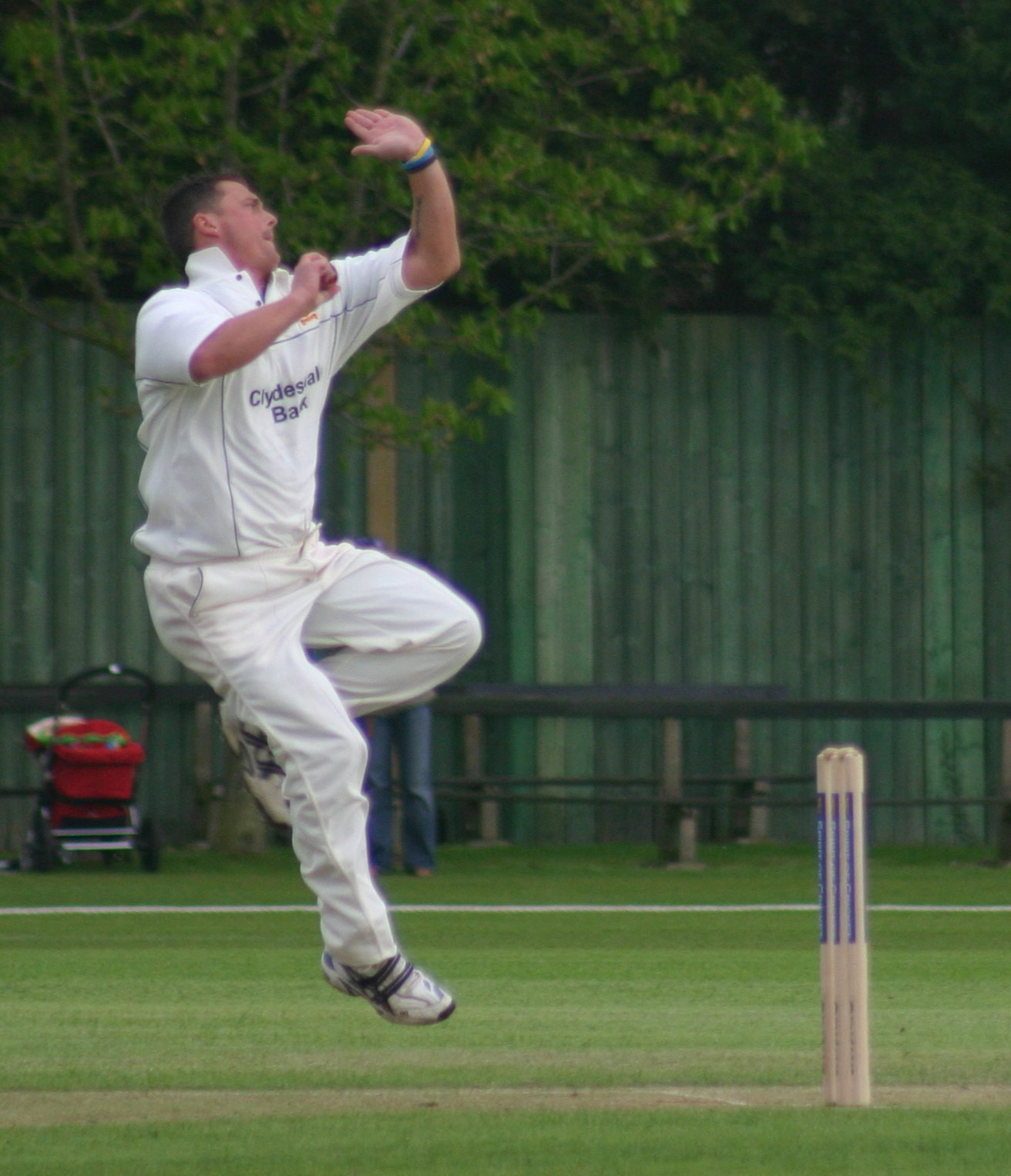
Darren Gough llançant la pilota

1. Enderrocant amb la pilota qualsevol dels dos travessers (bails) col·locats sobre els tres pals (stumps) situats al seu torn darrere del batedor. Sol ser suficient amb colpejar els pals perquè caiguin els travessers.
2. Atrapant la pilota abans que caigui a terra una vegada hagi estat colpejada pel batedor.
3. Enderrocant amb la pilota els pals i, per tant, els travessers, quan el batedor està en plena carrera i la pilota ha estat recollida per un jugador de camp. Aquest mode s'anomena "atrapada en correguda" (run out).[13]
4. Si en colpejar-la no ha mantingut almenys un peu a la seva base (crease) i al fallar el cop el jugador de l'equip contrari normalment situat després del batedor (wicket-keeper), recull la pilota i enderroca els pals. Aquest mode s'anomena stump.
5. Si el batedor situa el seu cos entre la pilota i els pals, impedint que aquests siguin enderrocats per aquella. Aquesta acció es denomina "cama davant wicket" o "CDW" "leg before wicket".[13]
6. Si el batedor perd l'equilibri i ensopega amb el seu wicket (Hit Wicket).
7. Si el batedor utilitza les mans per tocar la pilota a propòsit i sense el permís de l'oposició (Handling the Ball).
8. Si el nou batedor triga més de dos minuts a estar llest a rebre el seu primer llançament, comptant des del moment en què el batedor anterior va ser eliminat (Timed Out)

### La pilota i el bat

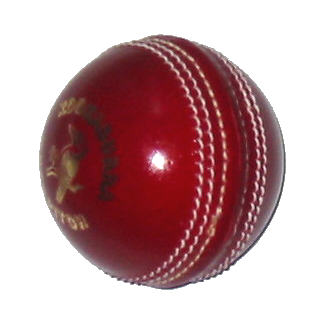
Una pilota de criquet

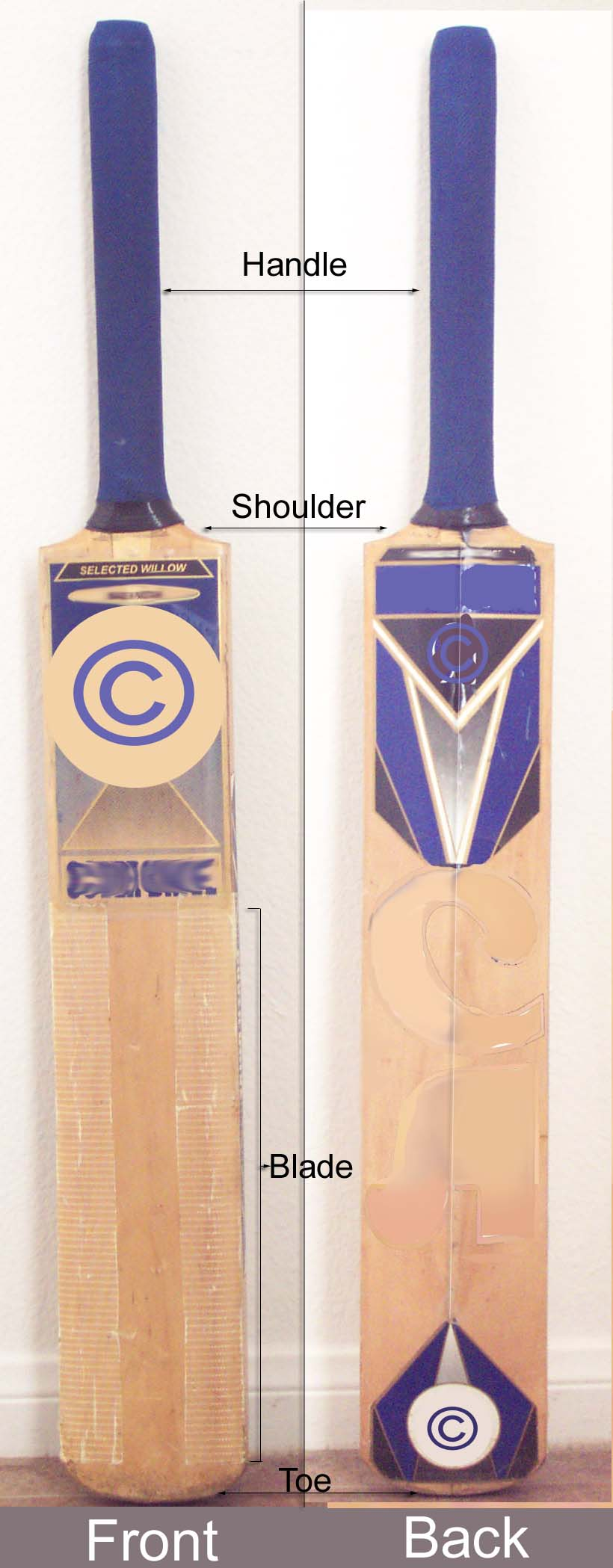
Un bat de criquet

L'essència d'aquest esport és que un llançador llenci la pilota des del seu extrem de la pista cap al batedor que és a l'altre extrem, armat amb un bat.
El bat de criquet és de fusta (habitualment de salze blanc) i té la forma d'una fulla amb un mànec cilíndric. La fulla no pot ser superior a 108 mm d'amplada i la longitud total del bat no pot ser més gran de 970 mm.
La pilota de criquet és massissa i de mida similar a la de tennis. Té un nucli de suro recobert per diverses capes de corda, i sobre aquestes dues peces semiesfèriques de pell curada unides per una tira del mateix material, cosida a elles.
Aquesta costura, d'aproximadament mig centímetre d'ample, sobresurt uns mil·límetres de la superfície esfèrica, constituint una "imperfecció" anomenada en anglès the seam, que és explotada pels jugadors ràpids. Ells intenten fer que la pilota boti en aquella vora, provocant una minúscula desviació de la seva trajectòria que faci al batedor colpejar-la amb una aresta del bat, en lloc de fer-ho amb la seva part central, enviant així la pilota a les mans d'un defensor, i, per tant, podent quedar eliminat.
Les pilotes de criquet van perdent velocitat i forma amb l'ús. Els equips intenten conservar sempre brillant una de les seves meitats de la pilota polint-la amb la seva roba i deixant que l'altra es desgasti i es posi rugosa. Aquesta situació produeix un efecte aerodinàmic d'un swing revers, és a dir, que un llançament que hauria estat out-swing amb una pilota nova, pot convertir-se inesperadament en in-swing amb una pilota gastada.
Tanmateix, interferir amb la condició de la pilota es considera inadequat, un joc molt brut. Els jugadors no poden utilitzar cap mètode artificial per accentuar la seva rugositat, més que el desgast natural, ni utilitzar productes químics per mantenir polida i brillant l'altra cara, encara que sí que està permès valer de substàncies naturals com la saliva o la suor.
La vida útil reglamentària de la pilota de criquet és de 80 overs, després dels quals l'equip que es troba llançant (bowling) té l'opció de demanar-ne una de nova.

### Torns de bat
Un torn de bat (inning) és la divisió d'un partit durant la qual els jugadors d'un equip fan de batedors (batsman en anglès) mentre un membre de l'altre equip fa de llançador (bowler en anglès). En teoria, els onze membres de l'equip poden fer de batedors, però, per diverses raons, un torn de bat pot acabar abans que tots ho arribin a fer (Normalment, un torn de bat es completa quan s'han eliminat deu batedors). En funció de la modalitats del criquet que es jugui, cada equip disposa d'un o dos torns de bat. El terme "torn de bat" de vegades també s'utilitza per descriure la contribució individual d'un batedor.
El principal objectiu del llançador, amb el suport dels jugadors de camp, és el d'eliminar el batedor. Quan un batedor és eliminat (en anglès es diu que està out), ha d'abandonar el terreny de joc i ser reemplaçat pel següent batedor del seu equip. Quan deu batedors han estat eliminats, llavors tot l'equip queda eliminat i s'acaba el torn de bat. El darrer batedor (l'onzè membre de l'equip), que encara no ha estat eliminat, no pot continuar sol perquè sempre ha d'haver-hi dos batedors no eliminats com a mínim.
Un torn de bat pot acabar abans d'hora per diverses raons: perquè el capità de l'equip de batedors ha decidit considerar finalitzat el torn de bat (una decisió tàctica), perquè l'equip ha aconseguit el seu objectiu i ha guanyat el joc, perquè el joc ha finalitzat abans d'hora a causa del mal temps, o perquè s'ha acabat el temps màxim estipulat.

### Overs

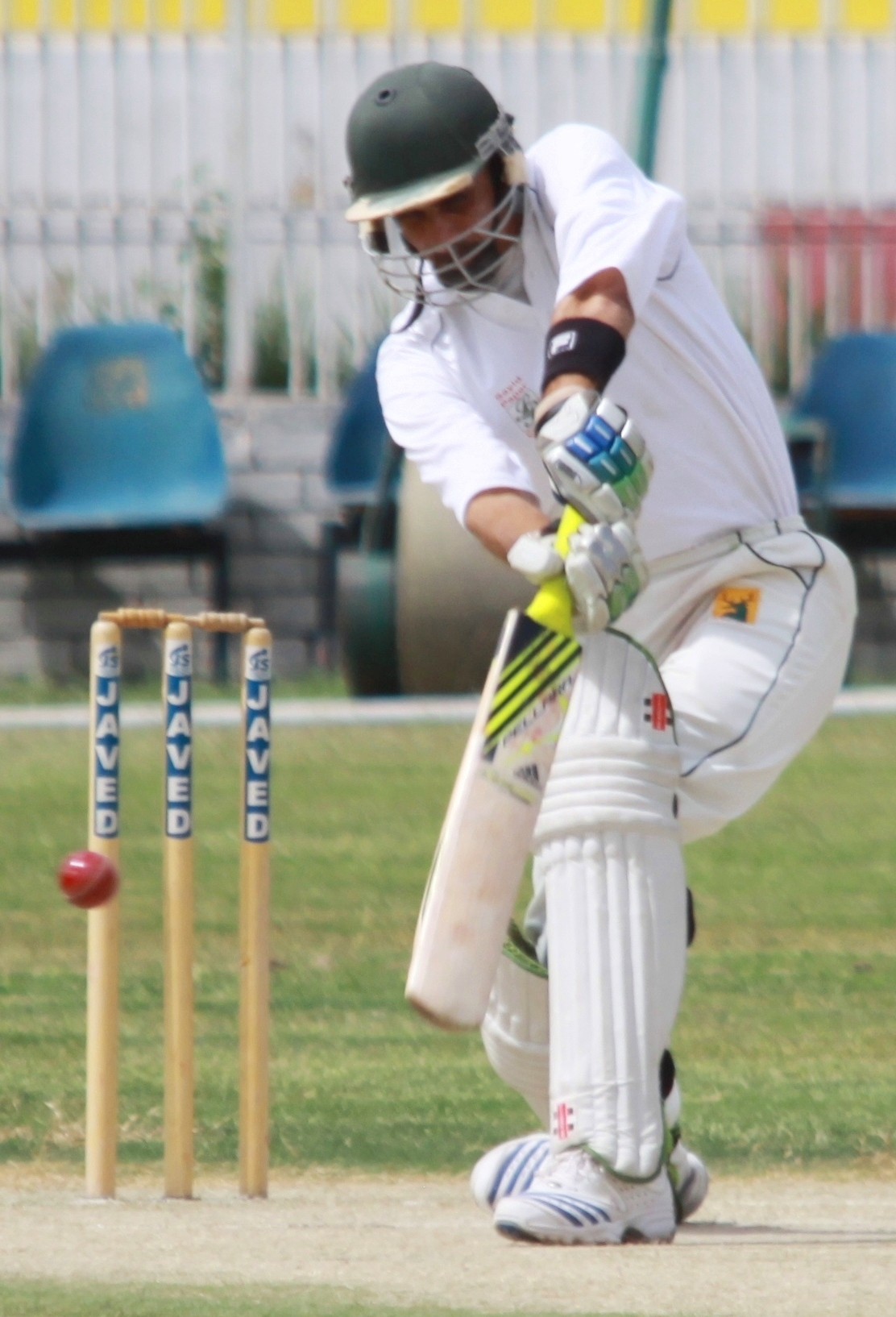
Un batedor en acció

El llançador (bowler en anglès) llança la pilota en seqüències de sis llançaments i cada grup de sis llançaments s'anomena un over (tant en català com en anglès). Aquest nom va sorgir perquè l'àrbitre cridava over (que volia dir "s'ha acabat") quan s'havien llançat sis pilotes. En aquest punt, un altre jugador s'ha de posar a l'extrem contrari per llançar, es canvia la banda però els batedors romanen on eren. Un jugador no pot jugar dos overs consecutius, encara que pot jugar en el mateix extrem de la pista durant varis overs. Els batedors no canvien de costat amb el canvi d'over de manera que el que no batejava passa a ser el batedor i viceversa. Els dos àrbitres també canvien de posició perquè el que era al costat del batedor en actiu passa a situar-se darrere el wicket del batedor inactiu i viceversa.

## Competicions
La Copa del Món de Criquet és el torneig a nivell de seleccions més important d'aquest esport. Es disputa cada 4 anys des del 1975 i la selecció d'Austràlia és la que l'ha guanyada més vegades (1987, 1999, 2003 i 2007).
El 2003 va sorgir un nou tipus de partit anomenat Twenty20, i la primera copa d'aquest nou tipus se la va emportar l'Índia.
- Campionat del Món de criquet masculí
- Campionat del Món de criquet femení

### Tipus de partits
Un partit de criquet pot consistir:
- d'un torn de bat per equip, o
- dos torns de bat per equip.

Els partits d'un torn de bat es disputen en un sol dia i estan limitats a un cert nombre d'overs. Actualment els partits internacionals d'un dia (One-Day internationals) estan limitats a 50 overs per equip. Aquest sistema de partit és el que s'utilitza per disputar la copa del món (Cricket World Cup) i s'anomena "One day International" (ODI). Les competicions domèstiques varien entre 40 i 50, mentre que una nova modalitat de 20 overs s'està introduint amb molt d'èxit en competicions domèstiques. Els ODI poden disputar amb llum artificial i els equips poden vestir de colors; la pilota és blanca.
Els partits de dos torns de bat es disputen diversos dies: tres o quatre per competicions de "primera classe" (les lligues domèstiques com el County Championship a Gran Bretanya o el State Championship a Nova Zelanda) i cinc per un partit internacional (Test Match). Si transcorregut aquest temps no s'han completat els quatre torns de bat, el partit acaba en empat. Cada dia es juguen sis hores repartides en tres sessions de dues hores (aproximadament 30 overs per sessió), amb un descans de 40 minuts pel menjar (lunch) i un altre de 20 minuts pel berenar (tea). Cada equip juga alternativament dos torns de bat, llevat que l'equip que bat en segon lloc no aconsegueixi situar-se a menys de 200 curses del seu rival (150 en partits de quatre dies), i en aquest cas, el capità contrari pot forçar l'equip batedor a fer dos torns de bat seguits. Els equips vesteixen de blanc, i la pilota és de color vermell granat; a més, no es disputen sota llum artificial.
Els països reconeguts amb categoria suficient per jugar partits test per l'ICC (International Cricket Council) són: Anglaterra, Austràlia, Sud-àfrica, Nova Zelanda, Índies Occidentals (Antigua i Barbuda, Barbados, Dominica, Grenada, Guyana, Jamaica, Saint Kitts i Nevis, Saint Lucia, Saint Vincent i les Grenadines, Trinidad i Tobago), l'Índia, Pakistan, Sri Lanka, Bangladesh i Zimbàbue.
Cal assenyalar, que aquests partits solen reunir una gran quantitat d'aficionats a l'esport, a vegades arribant a xifres de més de 50.000 espectadors.

## Estructura internacional

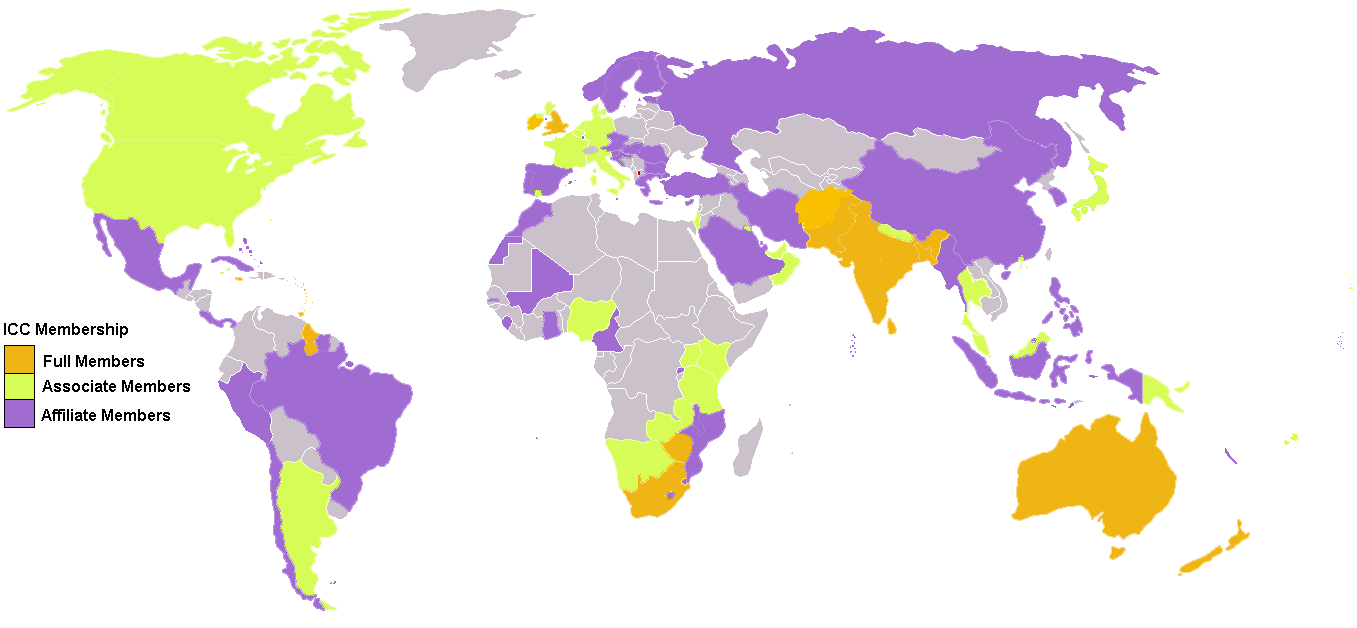
Membres de l'ICC. Membres de ple dret en taronja; membres associats en verd; membres afiliats en púrpura.

L'International Cricket Council (ICC), el qual té la seu central a Dubai, és l'organisme internacional encarregat de governar l'esport del criquet. Fou fundat com a Imperial Cricket Conference el 1909 per representants d'Anglaterra, Austràlia i Sud-àfrica, i reanomenat International Cricket Conference el 1965, adoptant l'actual nom l'any 1989.
L'ICC té 104 membres: 10 membres de ple dret que juguen partits Test (internacionals) oficials, 34 membres associats, i 60 membres afiliats. L'ICC és responsable de l'organització i govern dels principals torneigs internacionals del criquet, destacant la Copa del Món de criquet. També és responsable dels àrbitres que dirigeixen tots els partits Test. Cada país té un organisme que regula l'esport al seu territori.

### Membres de ple dret
Els membres de ple dret són els òrgans que gestionen el criquet a un país o a una associació de països. Aquest tipus de membres també poden representar una àrea geogràfica. Tots els membres de ple dret tenen dret a enviar un equip que els representi per jugar partits oficials de Test criquet. A més, tots els membres de ple dret es classifiquen automàticament per jugar les competicions de tipus One-day International i Twenty20 Internacional.
 L'equip de les Índies Occidentals no representa un país sinó un conjunt de més de 20 països del Carib. L'equip de criquet d'Anglaterra representa Anglaterra i Gal·les, però no Escòcia, ni Irlanda del Nord que està integrada a l'equip que representa tota Irlanda.
| Estat                  | Organisme gestor                      | Membre des de          | Posició campionat ODI | Posició campionat Test | Posició campionat Twenty20 B | Índex C |
| ---------------------- | ------------------------------------- | ---------------------- | --------------------- | ---------------------- | ---------------------------- | ------- |
| Austràlia              | Cricket Australia                     | 15 de juliol del 1909  | 1                     | 5                      | 5                            | 7,55    |
| Bangladesh             | Bangladesh Cricket Board              | 26 de juny del 2000    | 9                     | 9                      | 10                           | 3,89    |
| Anglaterra (i Gal·les) | England and Wales Cricket Board       | 15 de juliol del 1909  | 5                     | 3                      | 6                            | 7,22    |
| Índia                  | Board of Control for Cricket in India | 31 de maig del 1926    | 2                     | 1                      | 2                            | 9,00    |
| Nova Zelanda           | New Zealand Cricket                   | 31 de maig del 1926    | 7                     | 8                      | 7                            | 5,00    |
| Pakistan               | Pakistan Cricket Board                | 28 de juliol del 1953  | 6                     | 6                      | 4                            | 6,23    |
| Sud-àfrica             | Cricket South Africa                  | 15 de juliol del 1909A | 4                     | 2                      | 1                            | 8,34    |
| Sri Lanka              | Sri Lanka Cricket                     | 21 de juliol del 1981  | 3                     | 4                      | 3                            | 7,67    |
| Índies Occidentals     | West Indies Cricket Board             | 31 de maig del 1926    | 8                     | 7                      | 8                            | 5,00    |
| Zimbàbue               | Zimbabwe Cricket Union                | 6 de juliol del 1992D  | 11                    | -                      | 9                            | 3,23    |

AVa dimitir el maig del 1961 i va reingressar el 10 de juliol del 1991.
BLa puntuació de T20 es basa únicament en el percentatge de victòries dels partits de T20 jugats entre membres de ple dret.
CL'índex mesura la potència general d'un país tenint en compte tots els formats del joc, es basa únicament en les seves classificacions en cada format. La posició en Test criquet té un pes més gran i la posició en T20 és la que aporta menys pes.
D Zimbabwe no juga un partit de Test criquet des del 2005, oficialment es va retirar el gener del 2006.

### Millors associats i afiliats
Els membres associats i afiliats no estan qualificats per jugar Test criquet, ni per participar en els campionats mundials d'ODI ni Twenty20, però el Consell Internacional de Criquet atorga l'habilitació als millors dels seus membres associats i afiliats en la base a la seva classificació a la Lliga Mundial de Criquet. Els sis primers equips rebran l'habilitació per jugar partits One day international i Twenty20 International, el que els permetrà ser elegible per jugar amb membres de ple dret i partits oficials ODI.
Els equips associats i afiliats que actualment tenen l'estatus ODI i Twenty20 Internacional són:
| País          | Organisme gestor                     | Membre des de | Posició campionat ODI | Posició campionat Twenty20 A |
| ------------- | ------------------------------------ | ------------- | --------------------- | ---------------------------- |
| Afganistan    | Afghanistan Cricket Board            | 2001          | 14                    | 14                           |
| Canadà        | Cricket Canada                       | 1968          | 16                    | 13                           |
| Irlanda       | Cricket Ireland                      | 1993          | 10                    | 12                           |
| Kenya         | Cricket Kenya                        | 1981          | 13                    | 15                           |
| Països Baixos | Koninklijke Nederlandse Cricket Bond | 1966          | 12                    | 11                           |
| Escòcia       | Cricket Scotland                     | 1994          | 15                    | 16                           |

A La puntuació en T20 es basa en el percentatge de victòries obtingudes a tots els partits internacionals de T20 jugats, inclosos els jugats contra membres de ple dret.

## Jugadors de criquet destacats
- Bobby Abel
- Sachin Tendulkar
- Thomas Vigne